# Sindattilia
La sindattilia è un'anomalia congenita che consiste nella fusione di due o più dita delle mani o dei piedi (più raro). La fusione completa di tutte le dita, è detta anche mano a cucchiaio o piede palmato.

## Descrizione
La sindattilia è la più comune malformazione congenita che si manifesta con la fusione di alcune o tutte le dita delle mani e più raramente dei piedi, la quale interferisce con il loro normale funzionamento. La fusione completa di tutte le dita, è detta anche mano a cucchiaio o piede palmato. Patologia comune in alcune specie di uccelli, canguri e scimmie.
Il termine deriva dal greco "Sin" che significa con, unito a, e "Daktylos" che significa dito. Si può manifestare in forma isolata, può essere secondaria ad eredità o dovuta a difetti genetici che interessano una particolare regione del secondo cromosoma. La sindattilia può essere associata ad altre anomalie quali la polidattilia, e a numerose sindromi genetiche che comprendono irregolarità muscoloscheletriche, quali la schisi della mano, il deficit longitudinale dell'ulna, simbrachidattilia e sinpolidattilia. Questa particolare malformazione si può manifestare anche in alcune sindromi craniostenosi, come la S. di Poland, S. di Apert o S. di Chotzen.

## Storia
Le prime notizie storiche riguardo alla sindattilia dovuta a nascita anormale o come esito di ustioni, risalgono agli studi di un famoso chirurgo andaluso di nome Abu Al Qasim Al Zarawi (in latino “Abualcasis”). Ambroise Paré, medico e chirurgo francese, considerato il padre della chirurgia moderna, descrisse invece la sindattilia come “dita attaccate insieme“ e la polidattilia come “dita superflue“. Negli anni successivi numerosi sono stati gli esperti (chirurghi principalmente) a descrivere la malformazione, fornendo differenti classificazioni, quali: Robot (1906), che divideva la malformazione in totale o parziale; Weidenreich (1923), utilizzava il termine “Zigodattilia”; fino alle più recenti come Lanz e Majewski (1981).

## Incidenza

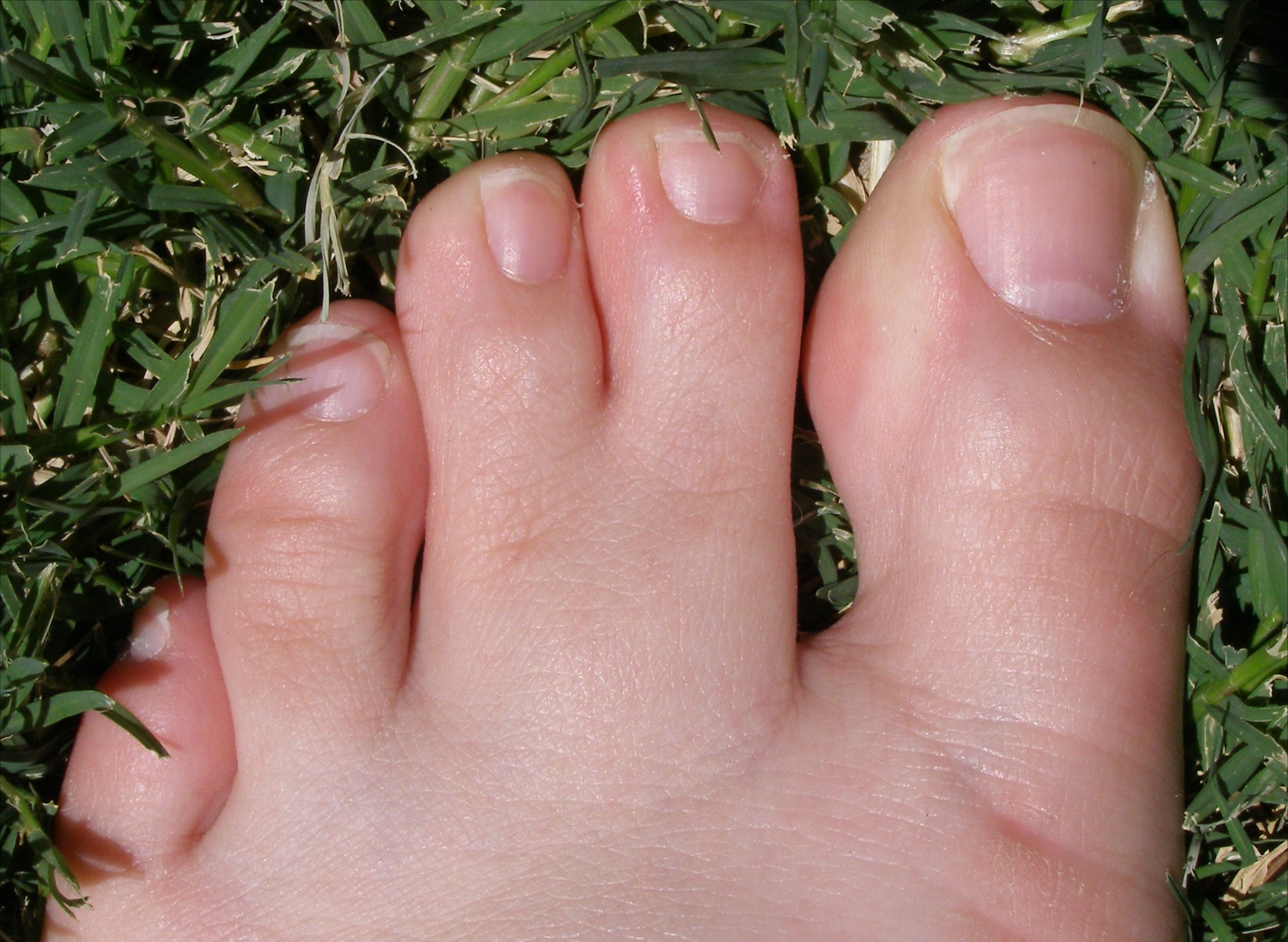
Sindattilia parziale del II e III dito del piede

La sindattilia si manifesta con un’incidenza di 1 su 2000 nascite. Essa ha una frequenza maggiore negli individui di sesso maschile, prevalentemente appartenenti alla etnia sudcaucasica e negroide.
La sindattilia può interessare la fusione dei tessuti molli, con o senza la fusione dei tessuti ossei. In una percentuale tra il 10 e il 40% è dovuta ad eredità genetiche familiari legate ad una penetranza autosomica dominante. La sindattilia può manifestarsi isolatamente (nel 57% dei casi interessa il terzo spazio interdigitale, nel 27% dei casi il quarto spazio, nel 14% il secondo spazio ed infine per il 4% il primo o secondo dito) o associata ad altre anomalie come acrosindattilia, clinodactilia e polidattilia. Essa, quando unita ad altri segni e sintomi, può manifestarsi in alcune sindromi craniostenotiche quali Sindrome di Apert, Sindrome di Poland, Sindrome di Pfeiffer, sindrome di Jackson-Weiss, sindrome di Holtoram etc.

## Cause
Durante lo sviluppo embrionale, intorno alla settima settimana di gestazione la mano, inizialmente a forma di paletta, dà origine alle dita, tra il 47º e il 54º giorno, per il fenomeno dell’apoptosi. Si tratta di un processo definito come un meccanismo di morte cellulare programmata che presenta il coinvolgimento della caspasi. Se la separazione non avviene, il piede e la mano rimarranno palmati.
Le cause della sindattilia non sono del tutto conosciute, tuttavia si possono distinguere in: cause ereditarie, meccaniche, vascolari o legate a cattive condizioni materne durante la gravidanza. Appartiene alla classe delle cause meccaniche una anomalia che interessa le membrane amniotiche, chiamata “briglia” o “banda amniotica”. Essa interessa lo 0,8% delle gravidanze, non è ereditaria e consiste nella formazione di un legamento che lega il sacco amniotico da una parte all’altra. La causa non è ben conosciuta, si pensa che possa essere dovuta a una rottura improvvisa o precoce del sacco amniotico in seguito a trauma o amniocentesi. Questa briglia può causare malformazioni al feto che ne resta impigliato, con successiva riduzione del flusso sanguigno della estremità del feto stesso, con conseguente blocco dello sviluppo. Anche le cattive condizioni materne nella gestione della gravidanza possono determinare la malattia, quali il fumo, la sindrome feto-alcolica (legata al consumo di alcol in gravidanza, dove l’etanolo ha un effetto sullo sviluppo embrionale fetale, infatti l’alcol è in grado di attraversare la barriera placentale mantenendo una concentrazione ematica di poco inferiore a quella materna. Il feto, essendo privo di enzimi che metabolizzano l’alcol, subisce l’effetto dannoso dell’etanolo e dei suoi metaboliti, come la acetaldeide), lo stato di malnutrizione dovuto a una riduzione di cibo proteico da parte della gestante. Alcune sono infine le cause genetiche legate alla trasmissione di un gene autosomico dominante. Riguardo invece alle cause vascolari, esse sono causate da un danno progressivo della zona del mesoderma, dovuto a un cattivo flusso sanguigno per lesione dell'arteria succlavia e delle sue branche durante lo sviluppo embrionale, in una fase precisa dello sviluppo embrionale (Bavinck e Weaver, 1986).

## Classificazione clinica e genetica
Classificazione clinica
Le sindattilie vengono clinicamente divise in:
- Semplici (le dita adiacenti sono unite solo dai tessuti molli)
- Complesse (dita adiacenti unite anche dal tessuto osseo o cartilagineo)
- Complicate (più dita sono unite)
- Incomplete (non unisce completamente la lunghezza delle dita)
- Complete (unisce le dita completamente fino al polpastrello)

Classificazione genetica
Nove tipi di Sindattilia sono stati identificati negli umani. I corrispondenti loci associati con i nove tipi e le loro comuni espressioni fenotipiche sono i seguenti:
-Sindattilia tipo1  (SD1; MIM 185900)
Anche conosciuta come "Zigodattilia"  interessa il terzo e quarto spazio interdigitale della mano e il secondo e terzo dito dei piedi, è la più comune manifestazione non sindromica della sindattilia. Questo tipo di Sindattilia è ereditabile da un solo gene autosomico dominante, localizzato nella regione
2q34-q36 del secondo cromosoma.
-Sindattilia tipo 2 (SD2; MIM 185900)
Anche conosciuta come “Sinpolidattilia”, è la più eterogenea manifestazione delle sindromi della sindattilia. Interessa il terzo e quarto dito della mano, ed è spesso associata a vari gradi di Polidattilia del quarto spazio interdigitale della mano, o del quinto dito del piede. Interessa una mutazione cromosomica localizzata nel 2q31. Questa classe presenta quattro sottotipi:
- Subtipo 1: Zigodattilia del piede senza interessamento della mano o delle ossa
- Subtipo 2: Interessamento cutaneo e/o osseo bilaterale della mano e del piede
- Subtipo 3: Interessamento cutaneo o osseo bilaterale del terzo e quarto dito
- Subtipo 4: Interessamento cutaneo bilaterale del quarto e quinto dito del piede

-Sindattilia tipo 3 ( SD3; MIM 186100 )
Generalmente comprende il quarto e quinto dito, solitamente interessa i tessuti molli, ma, occasionalmente le falangi distali sono fuse. Il quinto dito è spesso più corto con assenza o rudimentale presenza della falange intermedia. I piedi non sono affetti. La mutazione cromosomica sembra essere localizzata nel gene sq21-q23.
-Sindattilia tipo 4 (SD4; MIM 186200)
Forma di Sindattilia estremamente rara, ne esistono solo 4 reports nella letteratura medica. È stata descritta per prima da Haas, il quale ne ha attribuito il nome. Questa malformazione affligge le dita di entrambe le mani con associata polidattilia, generalmente comprende un sesto metacarpo e un sesto dito. Flettendo le dita, la mano assume la forma di una coppa. In contraddizione al tipo di sindattilia presente nella Sindrome di Apert, non comprende la fusione delle ossa. Essa è dovuta al gene autosomico dominante 7q36.
-Sindattilia tipo 5 (SD5 MIM 186300)
Questa rara forma di sindattilia è associata alla presenza di fusione del quarto e quinto metacarpale e del terzo e quarto metatarsale e metacarpale. I tessuti molli affetti da questa forma di sindattilia sono tra il terzo e quarto dito della mano e tra il secondo e terzo dito del piede. La sindattilia tipo 5 è legata ad una trasmissione autosomica dominante.
Si trova nel locus 2q31-q32.
-Sindattilia tipo 6 (SD6 MIM non definito)
Anche conosciuta come “ Mano a manopola o a muffola “, consiste in una sindattilia unilaterale delle dita due-cinque. Essa è legata a una ereditarietà autosomica dominante con penetranza incompleta.
-Sindattilia tipo 7 (SD7 MIM 212780)
Conosciuta come sindrome di Cenani-Lenz, la sindattilia tipo 7 è legata a un raro fenotipo che si trasmette con una ereditarietà autosomica recessiva, associata a severo accorciamento e fusione del radio e dell’ulna, fusione dei metacarpi e      “ disorganizzazione “ delle falangi. Interessa il cromosoma 11p12-p11.2
-Sindattilia tipo 8 (SD8 MIM non definito)
La sindattilia tipo 8 interessa la fusione del quarto e quinto metacarpo, descritta per primo da Orel. Si pensa sia legata ad una ereditarietà autosomica dominante, legata al gene q26.
- Sindattilia tipo 9 (SD9 MIM 609432)
Si tratta di una sindattilia sinostotica mesoassiale, presente solo in due famiglie. Il fenotipo della sindattilia mesoassiale è caratterizzato dalla completa sindattilia e sinostosi del terzo e quarto dito, una severa riduzione ossea della falange prossimale, ipoplasia del pollice e dell’alluce, aplasia/ ipoplasia  della falange intermedia del secondo e del quinto dito e completa o parziale sindattilia dei tessuti molli del primo dito del piede. Il medico Malik l’ha descritta come un tratto autosomico recessivo 2q34-q36.

## Trattamento
Timing
Il trattamento della sindattilia è chirurgico e consiste nella separazione delle dita e mantenere la loro funzione. La separazione del primo e secondo dito e del quinto dito dovrebbe essere effettuata precocemente, in un periodo compreso tra i 6 e i 12 mesi. Per le altre dita si può aspettare 18 mesi. Non si dovrebbe mai intervenire oltre il periodo prescolastico, principalmente per la funzionalità della mano, ma anche per aspetti estetici legati a effetti psicologici e sociali per lo sviluppo del paziente.
Tecniche chirurgiche
Siccome la circonferenza normale di due dita è approssimativamente 1,4 volte maggiore della circonferenza di due dita fuse, è necessario avere a disposizione della pelle che possa coprire tutta la circonferenza una volta divise le dita. Numerose sono le tecniche chirurgiche messe in atto per effettuare l’intervento. Le più comuni sono degli innesti di cute prelevati da altre sedi (gomito, inguine), oppure si possono utilizzare dei lembi cutanei trasportati sulla zona interessata.
Complicanze
Le principali complicanze secondarie degli interventi chirurgici per la correzione della malformazione sono legate al mancato scorrimento cutaneo interdigitale, alla deviazione delle dita e al rischio neurovascolare, che possono richiedere ulteriori interventi chirurgici correttivi.

## Organizzazioni
La “ National Foundation for Syndactyly Research, Support and education”  (www.nsfsus.org) è una organizzazione no-profit, fondata del 2010 al fine di raccogliere fondi per la ricerca, supporto familiare ed educazione circa la sindattilia.

## Curiosità
Persone famose affette da sindattilia:
- Ashton Kutcher[senza fonte]
- Dan Aykroyd[senza fonte]
- Rachel Stevens[senza fonte]
- Iosif Stalin[3]

## Patologie a cui è correlata
A volte è associata alla clinodattilia. Può anche essere presente in alcuni pazienti con la sindrome di VATER o con la Sindrome di Apert, inoltre una malattia dermatologica Epidermiolisi Bollosa nella forma recessiva EBDR caratterizzata dalla carenza di collagene VII.